# ماوراء (مجموعه تلویزیونی)
ماوراء (انگلیسی: Beyond) یک مجموعه تلویزیونی علمی تخیلی درام آمریکایی است که توسط آدام نوسدورف ساخته شده‌است و اولین نمایش آن در ۱ ژانویه ۲۰۱۷ در فری فرم است. در این سریال بورکلی دافیلد، دیلان گوین، جف پیر، جاناتان وایتسل، مایکل مک گرادی و رومی روزمونت بازی می‌کنند. در ۱۰ ژانویه ۲۰۱۷، فری فرم این مجموعه را برای فصل دوم ۱۰ قسمتی تمدید کرد که اولین نمایش آن در ۱۸ ژانویه ۲۰۱۸ انجام شد و در ۲۲ مارس ۲۰۱۸ به پایان رسید. در تاریخ ۲۹ مارس ۲۰۱۸، فری فرم اعلام کرد که آنها پس از دو فصل سریال را لغو کرده‌اند.

## خلاصه
هولدن ماتیوس از کما ۱۲ ساله بیدار می‌شود و متوجه می‌شود که او اکنون توانایی‌های خارق‌العاده ای دارد، توانایی‌هایی که او را به وسط یک توطئه خطرناک سوق می‌دهد. هولدن اکنون که از کما خارج شده‌است، می‌خواهد بفهمد که طی ده سال گذشته چه اتفاقی برای او افتاده‌است و چگونه می‌تواند در جهانی زندگی کند که در حالی که در کما بود تغییر کرده‌است. در حالی که هولدن سعی می‌کند خود را با بزرگسالی سازگار کند، یک زن مرموز به نام ویلا به او هشدار می‌دهد که به افراد اطرافش اعتماد نکند.

## بازیگران
- بورکلی دافیلد در نقش هولدن ماتیوس
- دیلان گوین در نقش ویلا فراست
- جردن کالووی در نقش کوین مکاردل
- جاناتان وایتسل در نقش لوک متیوز
- مایکل مک گرادی در نقش تام متیوز
- رومی روزمونت در نقش دایان ماتیوز
- جف پیر در نقش جف مکاردل
- ادن برولین در نقش چارلی سینگر
- اریکا الکساندر در نقش تس شوماخر
- پیتر کلامیس در نقش مردی با کت زرد
- الکس دیاکون در نقش آرتور
- توبی لوینز در نقش کلانتر دیتون
- چاد ویلت در نقش پاستور ایان
- کندال کراس در نقش مل
- پاتریک سابونگویی در نقش دانیل
- مارتین دونووان در نقش ایزاک فراست
- امیلیا باراناک در نقش جیمی

## تولید
یک خلبان در آوریل ۲۰۱۵ برای فری فرم که آن زمان به عنوان ای‌بی‌سی خانوادگی شناخته می‌شد،  دستور تولید این مجموعه را در نوامبر ۲۰۱۵ در ده قسمت داد.
در ۱۰ ژانویه ۲۰۱۷، فری فرم مجموعه را برای فصل دوم تمدید کرد. فصل ۲ با یک قسمت دوبله در ۱۸ ژانویه ۲۰۱۸ به نمایش درآمد. فینال فصل دوم ۱۰ قسمت ۲۲ مارس ۲۰۱۸ پخش شد.

### فصل ۱ (۲۰۱۷)
کل فصل اول در ۲ ژانویه ۲۰۱۷ در سیستم عامل‌های دیجیتال VOD، برنامه و وب سایت فری فرم و هولو منتشر شد.

### فصل ۲ (۲۰۱۸)
یک بازخورد ویژه با عنوان «فراتر از آن چه در پیش است» در ۲۸ دسامبر ۲۰۱۷ پخش شد و ۳۵۷۰۰۰ بیننده را به خود جلب کرد.

## پخش
در سطح بین‌المللی، این سریال در ۱۷ ژانویه ۲۰۱۷ در استرالیا از طریق FOX8 اکران شد  و در انگلیس و ایرلند، هر ده قسمت از فصل اول قبل از پخش در ایالات متحده در نتفلیکس در دسترس بود و قسمت‌های جدید فصل دوم به صورت هفتگی اضافه می‌شدند.